# Eva Löwen
Eva Helena Löwen, född 15 december 1743, död 16 januari 1813, var en politiskt aktiv svensk grevinna, gunstling och spion för fransk räkning. Hon mottog en hemlig pension från franska staten för att främja franska intressen i Sverige. Hon var en ledande gestalt i det samtida sällskapslivet och nämns ofta i samtida brev, dagböcker och memoarer. 

## Biografi
Eva Helena Löwen var dotter till Axel Löwen och Eva Horn af Ekebyholm, samt dotterdotter till Arvid Horn. Hon gifte sig 1764 med greve Fredrik Ribbing. Hon och maken var gynnade av Lovisa Ulrika, som år 1755 av franska ambassadören d'Havrincourt uppgavs vara den starkaste politiska kraften vid det svenska hovet.
Under en tid ska kronprins Gustav ha uppvaktat henne, och detta var något Frankrike gärna vill utnyttja. I februari 1768 uppger Fredrik Sparre att Charlotte Du Rietz och Eva Helena, som han beskriver som modedockor med dåligt rykte, flirtade med Gustav och försökte förföra honom. Gustav ska ha besvarat närmandet från Charlotte Du Rietz. Efter brytningen med Du Rietz detta gjorde Gustav ett närmande till Eva Helena, men hon avböjde förslaget med orden att den smickrande känsla han sade sig hysa för henne måste ha varit en nyck av sårad självkänsla, och att hon visst skulle kunna älska honom, men att hon inte skulle kunna gå mellan prinsen och sin egen blivande drottning.
Hon finns upptagen på den franska listan på inflytelserika personer som mottog hemliga pensioner av franska staten mot att genom sitt inflytande gynna franska intressen i Sverige. Listan innehöll i slutet av 1760-talet nio namngivna personer, av vilka tre var kvinnor. Även Christina Sofia Bielke upptas på listan efter att maken Carl Rudenschöld och brodern fått avgå som riksråd 1766, och familjen drabbats av ekonomiska svårigheter: Bielke, som tog detta mycket hårt och fick beröm för det sätt hon tycktes acceptera ödet, hade också en svägerska som var centralt presenterad nära Lovisa Ulrika. Sådana pensioner var inte ovanliga, och för kvinnor handlade det ofta om att finansiera en politisk salong för franska intressen. Löwen fick det största bidraget bland alla agenter, och mottog en summa som motsvarade en tredjedel av en riksrådslön och nästan lika mycket som presidenten i Svea hovrätt. Den hemliga listan över personer som tog emot pengar från franska ambassaden åren strax före kuppen 1772 var: riksrådet Matthias von Hermansson (8000 daler), Christina Sofia Bielke (6000), hennes son (1000), Eva Löwen (12000), greve Rosen (6000), baron Fredrik Sparre (2000), greve Axel Lewenhaupt (2000), Gustava Duwal (1000), Jean François Beylon (2400), samt en grupp adelsmän vars namn inte angavs som fick dela på 3600. Samtidigt utbetalade även ryssarna 5000 per år till riksråden Löwenhielm och Friesendorff, och britterna 800 till två icke namngivna riksråd.
Efter revolutionen 1772, då de franska intressena segrade, blev hon under några år "en mycket favoriserad" gunstling vid hovet, och kunde ofta ses diskutera Frankrike med Gustav III. Hon iakttogs åkande hölass med honom på Ekolsund, diskutera med honom i en vrå på Drottningholm, besökte Operan i den kungliga logen, och till och med med kungen i den särskilda operaloge, som var täckt med galler för insyn. Hon var också regelbundet kungens bordsdam.
Löwen var en centralfigur inom societetslivet i Stockholm och beskrevs av Johan Fischerström: "Har et fint vett och nätta omdömen; intagande faconer och är skapad för Hof-lefvernet". Carl Grimberg kallar henne "en av Sveriges mest firade skönheter och en lång tid modets drottning i huvudstaden". År 1772 ska hon ha lanserat le rouge, det franska rödsminket vid det svenska hovet, och sex år senare förklarar Clas Julius Ekeblad att en mössa med krusflor blivit modern och accepterad att bära för adelskvinnor eftersom Löwen setts bära den. Hon har kallats för "den fjärde gracen" vid sidan av de tre gracerna vid svenska hovet.
Löwen var omtalad för sitt kärleksliv. 1767 hade hon ett förhållande med franske ambassadören Louis Auguste Le Tonnelier de Breteuil. Detta blev föremål för en skandal då hon en kväll lämnade återbud till en bal hos kronprinsen för att träffa älskaren hemma medan maken infann sig på balen. En hämndlysten lakej ska då ha underrättat maken, som återvände hem, ertappade paret och hotade Breteuil, som endast lyckades fly genom att muta personalen. Hon pikades 1774 i ett uppmärksammat poem av kammarherre greve Hamilton för sin smak för utlänningar som älskare. 1772 uppvaktades hon av Axel von Fersen den äldre, och 1774 av Axel von Fersen den yngre. Clas Julius Ekeblad skrev om detta: "Han älskar henne passionerat. Men hans obetänksamhet och hans barnsligheter gäcka henne, så att hela hennes koketteri råkar i olag. Han är en verklig Lindor, som man är tvungen att förlåta allt, och jag tror även, att hon gör det."
År 1778 inträffade en konflikt mellan Löwen och Gustav III då hon, antagligen oskyldigt, utpekades för att ligga bakom ryktena om att Adolf Fredrik Munck var far till tronföljaren, sedermera kung Gustav IV Adolf. Det faktum att hon ställde sig på Lovisa Ulrikas sida under denna konflikt gjorde att hon kom i onåd hos Gustav III, något som gjorde henne till hans antagonist, och hon sades därefter ha yttrat "tusende sarkasmer" mot honom. Samma år vägrade hon också bära nationella dräkten, vilket ökade ilskan hos kungen. Hon lyckades dock åstadkomma en försoning 1780. Hon blev änka 1783.
Hennes son Adolph Ribbing hamnade 1788 i onåd hos kungen efter en duell med Hans Henrik von Essen. År 1792 var hennes son inblandad i mordet på Gustav III 1792. Löwen gifte 1796 om sig med friherre Gustaf Macklean, med vilken hon då i tjugo år till och från hade haft ett förhållande.